# Kuh (バンド)
kuh（クー）は日本の音楽バンドである。
所属はCAPTAIN HAUS RECORDINGS、HIGH WAVE。

## 概要
BEAT CRUSADERS（ビークル）のベーシストであったクボタマサヒコが率いるバンドである。もともとはクボタが活動していたpopcatcherが解散した後の2002年に、過去にアコースティックライブで共演し、今はQ;indiviで活動している田中ユウスケと曲作りを始めるようになったのが始まりである。当初は、メンバーが確定しておらず、自由参加型のユニットとして活動していた。次第にメンバーが固定されていき、2007年6月20日に1stアルバム「KY!」をリリースする。それからしばらく、表立った活動は見られなかったが、バンド内で最年少のタダに発破をかけられ、2012年6月から9月にかけて4ヶ月連続で配信限定シングルをリリースする。そして2013年4月24日、実に6年振りに2ndアルバム「MUSiK Anatomia」をリリースし、全国9箇所をまわる「MUSiK Anatomia Tour 2013」を行う。

## メンバー

### 現メンバー
クボタマサヒコ（Vo&Ba&Gu）　
CAPTAIN HAUS RECORDINGSの代表取締役社長であり、Ki/oon MusicのA&Rでもある。
kuhの楽曲の全てを作曲、作詞している。
TOQUIO LEQUIO TEQUNOSのベーシストとしても活動している。
元BEAT CRUSADERSのベーシスト。
タダヨシフミ（Gu&Key）　
kuhで活動する前はU.M.N.C.というインストバンドに所属していた。
ヤマモトヒロ（Dr）
クボタが働いていた本屋にたまたま訪れた際、BGMとしてpopcathcerの曲が掛かっていたことからクボタと交流が始まった。

### 旧メンバー
自由参加型だったため、過去にバンドに参加したメンバーを記述する。
ハコザキミナコ(Gu)
元Catch-up。ルミナスオレンジへの参加や、現在はシタール奏者 minakumari として活動。1997年にはDOOMの諸田・広川、DRUMKANのGoro Shimizuと「えがおドラミ」を結成（2003年あたりから活動休止に入っている模様）。
エンドウジロウ(Ba) (徳島県出身)
田中ユウスケ(Key)
kuhの初期メンバーの1人。当時は、シガレットという「男女2人おしゃれユニット」で活動していた。途中から、プロデュースワーク、テレビCMなどの音楽制作で忙しくなり、離脱。
アベマサト(Dr)
kuhの初期バンドメンバー。もとは、クボタと共にpopcatcherに所属。現在は、polyABCを結成し、活動している。
クボタの幼馴染である。現在は、2児の父親である。
ミワジョウタロウ(Ba)
現在は、SUEMITSU & THE SUEMITHにて活動。
キクチタカユキ（Ba）
kuhに活動する前はhanaboyというバンドに所属していた。2ndアルバムのMUSiK Anatomiaレコーディング期間中に脱退。
村田シゲ(Ba)
当時は、NATSUMENに所属していた。現在は、□□□、CUBISMO GRAFICO FIVEにて活動。

## ディスコグラフィー

### アルバム
- KY!（2007年6月20日、CAPTAIN HAUS RECORDINGS）

1. よだか
2. time has come -paricco mix-
3. 夏去
4. J.U.N.O.
5. half past 5 a.m.
6. ウタカタ
7. ショート・ショート'04
8. 誰も望んでない付け合わせのサラダ
9. 夜行衛星
10. yorumi
11. Cheesecake
12. 水在月

- MUSiK Anatomia（2013年4月24日、BounDEE by SSNW）

1. Helix-go-round
2. Walkabout
3. the Daily Star
4. Nowhere Boy
5. 愛と喧噪のファンファーレ
6. ツキサガシ
7. E135°
8. ナイト・スイマー
9. Spinoza
10. TOKIO Nomad (3:00 a.m. Mix)
11. 雨よう日
12. 箱庭日記 (3月31日)
13. Tian - Lian
14. 5 Centimeters Is The Reason

### デジタルシングル
- ツキサガシ（2012年6月27日）
- the Daily Star（2012年7月25日）
- 愛と喧噪のファンファーレ（2012年8月29日）
- Spinoza（2012年9月26日）

### 参加作品
- worth one's salt（2006年10月11日）

2.time has come
7.ハレトケ
- catch one's breath（2009年12月16日）

2.TOKIO NOMAD
10.emanon
- Disney Rocks!!（2010年3月3日）

6.Under the Sea
- Anything for Progress（2011年4月13日）

20.Tian-Lian